# Chitwoodia falcata
Chitwoodia falcata is een rondwormensoort uit de familie van de Tubolaimoididae. De wetenschappelijke naam van de soort is voor het eerst geldig gepubliceerd in 1956 door Gerlach.